# Pleurosauridae
Los pleurosáuridos (Pleurosauridae) es una familia extinta de reptiles diápsidos marinos pertenecientes al grupo Sphenodontia. Los fósiles de esta familia han sido descubiertos en Baviera, Alemania, en sedimentos que datan del Toarciense (Jurásico Inferior) y el Tithoniense (Jurásico Superior).